# Sara Forestier
Sara Forestier (nacida el 4 de octubre de 1986) es una actriz francesa. Además, ha sido directora de cine y guionista.

## Biografía

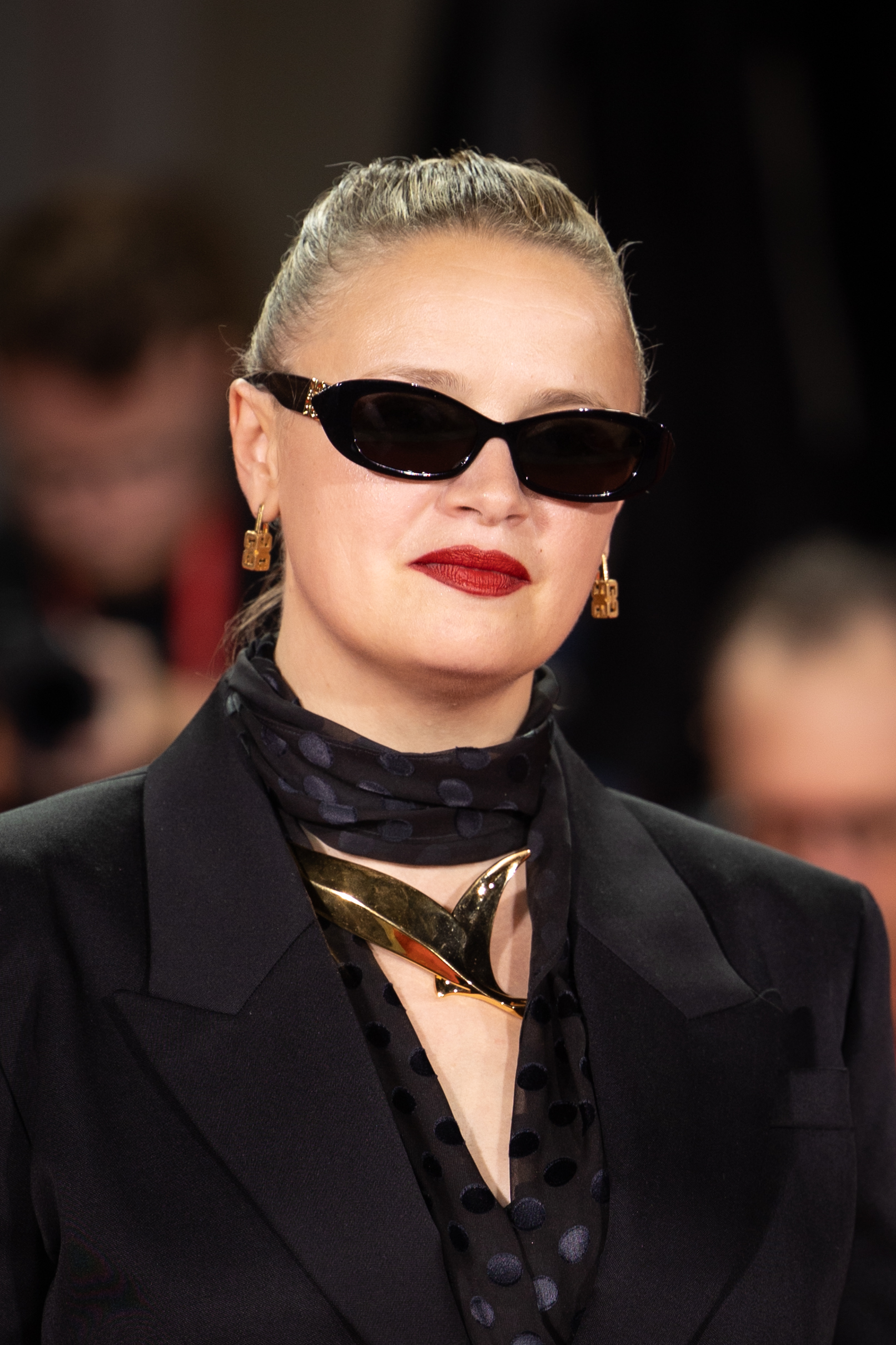
Forestier en el Festival Internacional de Cine de Venecia de 2024

Forestier comenzó su carrera en el cine en 2001. Recibió un premio César a la mejor actriz revelación por su actuación en La escurridiza, o cómo esquivar el amor (2003). También ganó el Premio César a la Mejor Actriz en 2011 por su actuación en Le Nom des gens (2009). Forestier reside en París.

## Filmografía seleccionada

### Como actriz
| Año  | Título                             | Papel                  | Notas                                                                               |
| ---- | ---------------------------------- | ---------------------- | ----------------------------------------------------------------------------------- |
| 2001 | Les Fantômes de Louba              | Chica #2               |                                                                                     |
| 2002 | La Guerre à Paris                  |                        |                                                                                     |
| 2003 | Quelques jours entre nous          | Alice                  | Película de la TV                                                                   |
| 2004 | Juegos de Amor y Azar              | Lydia                  | César Premio para la Más Prometedora Actriz                                         |
| 2004 | À cran, deux ans après             |                        | Película de la TV                                                                   |
| 2005 | Le valentía d'aimer                | Salomé                 |                                                                                     |
| 2005 | ¿Cuánto Me Amas?                   | Muguet                 |                                                                                     |
| 2005 | El infierno                        | El infierno            |                                                                                     |
| 2006 | Asterix y los Vikingos             | Abba                   | Voz                                                                                 |
| 2006 | Un Par de Días en septiembre       | Orlando                |                                                                                     |
| 2006 | El Perfume: Historia de un Asesino | Jeanne                 |                                                                                     |
| 2007 | A Cada Uno Su Cine                 | El Cine Hasta la Chica | Croquis Cinéma érotique                                                             |
| 2008 | Sandrine en la Lluvia              | Sandrine               |                                                                                     |
| 2008 | Revivre                            | Hannah Goldenberg      | Miniserie de TELEVISIÓN                                                             |
| 2009 | Humains                            | Nadia                  |                                                                                     |
| 2009 | Hierba Silvestre                   | Élodie                 |                                                                                     |
| 2009 | Victor                             | Alice                  |                                                                                     |
| 2010 | Los Nombres del Amor               | Bahia Benmahmoud       | César Premio a la Mejor Actriz Nominado—Globos de Cristal, Premio a la Mejor Actriz |
| 2010 | Gainsbourg: La Vida Heroica        | France Gall            |                                                                                     |
| 2012 | París de Noche                     | Laurence Deray         |                                                                                     |
| 2012 | Pirata TV                          | Clara                  |                                                                                     |
| 2013 | Suzanne                            | Suzanne Merevsky       | Nominado—Premio César a la Mejor Actriz                                             |
| 2013 | El amor Es el Crimen Perfecto      | Annie                  |                                                                                     |
| 2013 | El Amor Batallas                   | Elle                   |                                                                                     |
| 2014 | Yellowbird                         | Delf                   |                                                                                     |
| 2015 | De Pie Alto                        | Séverine               | Nominado—Premio César como Mejor Actriz                                             |
| 2017 | Primaire                           | Florencia Mautret      |                                                                                     |
| 2017 | M                                  | Lila                   | Nominado—Globos de Cristal, Premio a la Mejor Actriz                                |
| 2019 | Fallecimiento inquiétante          | Maya Rosetti           | Película de la TV                                                                   |
| 2019 | Oh Mercy!                          |                        |                                                                                     |
| 2019 | La Frontera                        |                        |                                                                                     |

### Como directora de cine
| Año  | Título               | Acreditado como | Acreditado como | Notas        |
| Año  | Título               | Director        | Guionista       | Notas        |
| ---- | -------------------- | --------------- | --------------- | ------------ |
| 2008 | De la onu, deux, toi | Sí              |                 | Cortometraje |
| 2009 | T Moi                | Sí              |                 | Cortometraje |
| 2017 | M                    | Sí              | Sí              |              |

## Premios y reconocimientos
Festival Internacional de Cine de Venecia
| Año  | Categoría                   | Trabajo nominado | Resultado |
| ---- | --------------------------- | ---------------- | --------- |
| 2017 | Premio Europa Cinemas Label | M                | Ganadora  |

- 2004: Premio De Suzanne Bianchetti
- 2004: Mejor Actriz de los Juegos del Amor y del Azar en Mons Festival Internacional de Películas de Amor
- 2005: Estrellas Fugaces Premio
- 2005: Mejor actriz revelación para los Juegos de Amor y Azar en Étoiles d'or

## Distinciones
- Chevalier Del Orden de Artes y Letras (2016)[2]